# Celeste Holm
Celeste Holm (New York, 1917. április 29. – New York, 2012. július 15.) Oscar- és Golden Globe-díjas amerikai színésznő.

## Élete

### Korai évei
1917-ben Manhattanben született és nőtt fel, Holm egyetlen gyermek volt. Édesanyja, Jean Parke amerikai portréművész és író. Apja, Theodor Holm norvég üzletember, akinek a cége a Lloyd's of London számára nyújtott szolgáltatásokat. Szülei foglalkozása miatt fiatalkorában gyakran utazott, és különböző iskolákba járt Hollandiában, Franciaországban és az Amerikai Egyesült Államokban. Középiskolai éveit a chicagói University School for Girls-ben kezdte, majd átiratkozott a Francis W. Parker School-ba, ahol számos iskolai színpadi produkcióban szerepelt, majd 1935-ben el is végezte azt. Ezután drámát tanult a Chicagói Egyetemen, mielőtt az 1930-as évek végére színpadi színésznővé nem vált.

### Színészi pályája

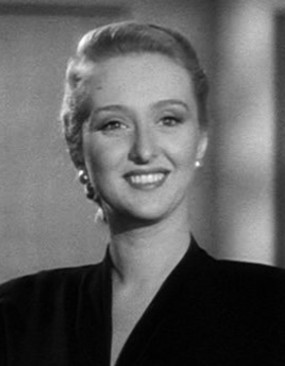
Celeste Holm az Úri becsületszó című filmben (1947)

Holm első komoly színházi szerepe a Hamlet, dán királyfi című előadásban volt Leslie Howard főszereplésével. 1938-ban debütált a Broadway egy kis szerepben a Gloriana című vígjátékban, amely mindössze öt előadást élt meg, de ugyanitt,  első komoly  szerepét 1940-ben, William Saroyan Így múlik el az életünk című darabjában kapta Mary L.-ként, ahol partnere a szintén pályakezdő Gene Kelly volt. A legnagyobb közönség és kritikusi elismerést 1943-ban, Ado Annie megformálásáért kapta Rodgers és Hammerstein Oklahoma! című musical ősbemutatójára.
Miután a Bloomer Girl című Broadway-produkcióban hatalmas sikerre tett szert, a 20th Century Fox 1946-ban filmszerződést iratott alá Holmmal. Ugyanebben az évben debütált a Three Little Girls in Blue című filmben, ahol az "Always a Lady" című dallal hatalmas sikert aratott. 1948-ban az Úri becsületszó című filmben nyújtott alakításáért elnyerte az Oscar- és Golden Globe-díjat a legjobb női mellékszereplő kategóriában. A Mindent Éváról című film, és egy újabb mellékszerep után Holm rájött, hogy inkább a színházat részesítené előnyben a filmes munkákkal szemben, így a következő évtizedben csak kevés filmszerepet vállalt el. A legsikeresebb ezek közül a Gyengéd csapda (1955) című vígjáték és a Gazdagok és szerelmesek (1956) című musical volt, mindkettőnek ok Frank Sinatra volt a főszereplője. 1954-ben műsorvezető volt a CBS televíziós sorozatában, az Honestly, Celeste!-ben majd 1959-ben a Who Pays? című produkcióban. Fellépett az ABC The Pat Boone Chevy Showroom című műsorában is.
1958-ban riporterként szerepelt a The Celeste Holm Show című eladatlan televíziós pilotban, amely a No Facilities for Women című könyv alapján készült. 1965-ben a Tündér keresztanyát alakította Lesley Ann Warren mellett a CBS Hamupipőke című produkciójában. 1970–1971-ig szerepelt az NBC Nancy című szitkomjában.
Az 1970-es és 1980-as években Holm több szerepet is eljátszott, olyan filmekben, mint a Tom Sawyer kalandjai és a Három férfi és egy bébi, valamint olyan televíziós sorozatokban (gyakran vendégszereplőként), mint a Columbo, The Eleventh Hour, Archie Bunker's Place és Falcon Crest. 1979-ben eljátszotta a First Lady, Florence Harding szerepét a Backstairs at the White House című televíziós minisorozatban. Holm szerepelt a The Utter Glory of Morrissey Hall című musicalben is, amely egyetlen előadás után bukott a Broadwayn. 1981 decemberében Holm eljátszotta Kurt Weill Lady in the Dark című musical főszerepét a Nottingham Playhouseban. Rendszeres szereplője volt a Loving című ABC szappanoperának, ahol először 1986-ban szerepelt Lydia Woodhouse szerepében, majd 1991-től 1992-ig ismét Isabelle Aldenként. Utolsó szerepe a CBS  Az ígéret földje című 
sorozatában volt (1996–1999).

### Magánélete
1936-ban Holm 19 évesen feleségül ment Ralph Nelson filmrendezőhöz. A házasság 1939-ben ért véget. Egy fiik született, az internet úttörője és szociológus, Ted Nelson.
Holm 1940. január 7-én feleségül ment Francis Emerson Harding Davies angol könyvvizsgálóhoz. Davies római katolikus vallású volt, ezért az 1940-es esküvőjük alkalmából Holm felvette a római katolikus vallást. Házasságukat 1945. május 8-án felbontották.
1946 és 1952 között Holm A. Schuyler Dunning házastársa volt, akitől megszületett második fia, Daniel Dunning üzletember.
1961-ben Holm feleségül ment Wesley Addy színészhez. A pár együtt élt családi farmján a New Jersey állambeli Morris megyében, Washington Townshipben. Addy 1996-ban halt meg.
2004. április 29-én, 87. születésnapján Holm hozzáment Frank Basile operaénekeshez, aki ekkor 41 éves volt. A pár 1999 októberében találkozott egy adománygyűjtésen, amelyre Basile-t kérték fel, hogy énekeljen.

### Halála
Basile elmondása szerint Holmot 2002 óta emlékezetkiesés miatt kezelték, bőrrákkal, vérző fekélyekkel és tüdőösszeomlással szenvedett, valamint csípőprotéziseket és pacemakert is kapott.
2012 júniusában Holm kiszáradással került a New York-i Roosevelt Kórházba, ahol 2012. július 13-án szívrohamot kapott; két nappal később a Central Park West lakásában halt meg, 95 évesen.

## Válogatott filmográfia
| Év          | Magyar cím                        | Eredeti cím                             | Szerep                   | Magyar hang                                  | Megjegyzés           |
| ----------- | --------------------------------- | --------------------------------------- | ------------------------ | -------------------------------------------- | -------------------- |
| 1946        |                                   | Three Little Girls in Blue              | Miriam Harrington        |                                              |                      |
| 1947        |                                   | Carnival in Costa Rica                  | Celeste                  |                                              |                      |
| 1947        | Úri becsületszó                   | Gentleman's Agreement                   | Anne Dettrey             |                                              |                      |
| 1948        | Kígyóverem                        | The Snake Pit                           | Grace                    |                                              |                      |
| 1948        |                                   | Road House                              | Susie Smith              |                                              |                      |
| 1949        |                                   | Chicken Every Sunday                    | Emily Hefferan           |                                              |                      |
| 1949        | Egy levél három asszonynak        | A Letter to Three Wives                 | Addie Ross (hangja)      |                                              |                      |
| 1949        | A nővérek vakmerőek               | Come to the Stable                      | Scholastica nővér        |                                              |                      |
| 1949        |                                   | Everybody Does It                       | Doris Blair Borland      |                                              |                      |
| 1950        |                                   | Champagne for Caesar                    | Flame O'Neill            |                                              |                      |
| 1950        | Mindent Éváról                    | All About Eve                           | Karen Richards           | Császár Angela                               |                      |
| 1955        | Gyengéd csapda                    | The Tender Trap                         | Sylvia Crewes            |                                              |                      |
| 1956        | Gazdagok és szerelmesek           | High Society                            | Liz Imbrie               | Tóth Judit                                   |                      |
| 1961        |                                   | Bachelor Flat                           | Helen Bushmill           |                                              |                      |
| 1963        |                                   | Hailstones and Halibut Bones            | Narrátor                 |                                              | kisfilm              |
| 1966        | Hosszú, forró nyár                | The Long, Hot Summer                    | Libby Rankin             |                                              | tv-sorozat I/15.     |
| 1967        |                                   | Doctor, You've Got to Be Kidding!       | Louise Halloran          |                                              |                      |
| 1967        |                                   | Insight                                 | Mrs. Bern                |                                              | tv-sorozat I/192.    |
| 1973        | Tom Sawyer kalandjai              | Tom Sawyer                              | Polly néni               | Hirling Judit (1.sz.) Fazekas Zsuzsa (2.sz.) |                      |
| 1974        | San Francisco utcáin: Kereszttűz  | The Streets of San Francisco: Crossfire | Mrs. Shaninger           |                                              | tv-sorozat II/18.    |
| 1976        | Tiltott szerelem                  | Bittersweet Love                        | Marian Lewis             | Szabó Éva                                    |                      |
| 1976        | Columbo: Régimódi gyilkosság      | Columbo: Old Fashioned Murder           | Phyllis Lytton Brandt    | Pásztor Erzsi                                | tv-sorozat VI/2.     |
| 1977        | J. Edgar Hoover titkos aktái      | The Private Files of J. Edgar Hoover    | Florence Hollister       |                                              |                      |
| 1979        |                                   | Backstairs at the White House           | Mrs. Florence Harding    |                                              | minisorozat          |
| 1979        | Szerelemhajó                      | The Love Boat                           | Estelle Castlewood       |                                              | tv-sorozat II/21.    |
| 1984        | Szerelemhajó                      | The Love Boat                           | Florence Flanders        |                                              | tv-sorozat VII/16.   |
| 1987        | Három férfi és egy bébi           | Three Men and a Baby                    | Mrs. Holden              | Vajay Erzsi                                  |                      |
| 1987        | Magnum: Anyák és lányok           | The Love That Lies                      | Abigail Baldwin          | Kassai Ilona                                 | tv-sorozat VIII/6.   |
| 1989        |                                   | Nora's Christmas Gift                   | Nora Richards            |                                              | videófilm            |
| 1991        |                                   | Loving                                  | Isabelle Alden #3        |                                              | tv-sorozat 66 epizód |
| 1992        |                                   | Loving                                  | Isabelle Alden #3        |                                              | tv-sorozat 66 epizód |
| 1996        | Találkozás egy idegennel          | Once You Meet a Stranger                | Clara                    |                                              | tévéfilm             |
| 1996        | Angyali érintés: Az ígéret földje | Touched by an Angel: Promised Land      | Hattie Greene            |                                              | tv-sorozat III/1.    |
| 1997        | Angyali érintés: Szép remények    | Touched by an Angel: The Road Home      | Hattie Greene            | tv-sorozat IV/1.                             |                      |
| 1997        | Rólad álmodtam                    | Still Breathing                         | Ida, Fletcher nagymamája | Pásztor Erzsi                                |                      |
| 1998        | Angyali érintés: A megbocsátás    | Touched by an Angel: Saving Grace       | Hattie Greene            |                                              | tv-sorozat V/2.      |
| 1996 – 1999 | Az ígéret földje                  | Promised Land                           | Hattie Greene            | tv-sorozat 69 epizód                         |                      |
| 2005        | Alkímia                           | Alchemy                                 | Iris                     |                                              |                      |
| 2002        | Harmadik műszak: Kétségek         | Third Watch: Transformed                | Florence                 |                                              | tv-sorozat III/10.   |
| 2012        |                                   | Driving Me Crazy: Proof of Concept      | Mrs. Ginsberg            |                                              |                      |
| 2015        |                                   | College Debts                           | GG nagyi                 |                                              | utolsó szerepe       |

## Fontosabb díjai és jelölései
| Év   | Díj                            | Kategória                                                         | Munka                         | Eredmény | Megj.  |
| ---- | ------------------------------ | ----------------------------------------------------------------- | ----------------------------- | -------- | ------ |
| 1947 | Oscar-díj                      | Legjobb női mellékszereplő                                        | Úri becsületszó               | Elnyerte | [ 11 ] |
| 1949 | Oscar-díj                      | Legjobb női mellékszereplő                                        | A nővérek vakmerőek           | Jelölve  | [ 12 ] |
| 1950 | Oscar-díj                      | Legjobb női mellékszereplő                                        | Mindent Éváról                | Jelölve  | [ 13 ] |
| 1987 | Daytime Emmy-díj               | Legjobb vendégszínésznő (drámasorozat)                            | Loving                        | Jelölve  | [ 14 ] |
| 1968 | Primetime Emmy-díj             | Legjobb egyéni teljesítmény napi műsorban                         | Insight                       | Jelölve  | [ 15 ] |
| 1979 | Primetime Emmy-díj             | Legjobb női mellékszereplő (televíziós minisorozat vagy tévéfilm) | Backstairs at the White House | Jelölve  | [ 15 ] |
| 1947 | Golden Globe-díj               | Legjobb női mellékszereplő                                        | Úri becsületszó               | Elnyerte | [ 16 ] |
| 1947 | New York-i Filmkritikusok Díja | Legjobb színésznő                                                 | Úri becsületszó               | Jelölve  | [ 17 ] |

## Fordítás
- Ez a szócikk részben vagy egészben  a   Celeste Holm című angol Wikipédia-szócikk fordításán alapul.  Az eredeti cikk szerkesztőit annak laptörténete sorolja fel. Ez a jelzés csupán a megfogalmazás eredetét és a szerzői jogokat jelzi, nem szolgál a cikkben szereplő információk forrásmegjelöléseként.